# Galata (ville)
Pour les articles homonymes, voir Galata (homonymie).

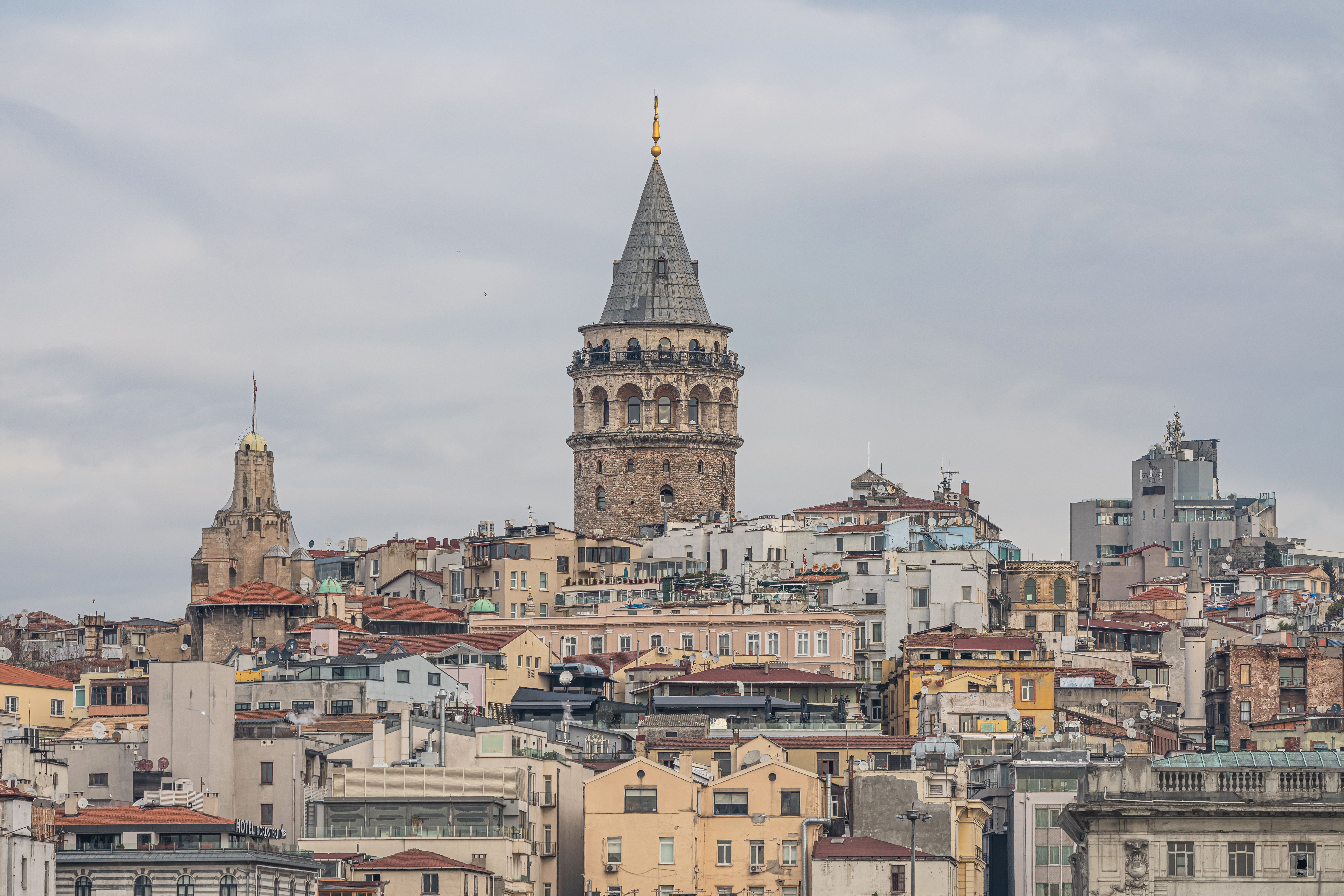
Une vue de Galata (Karaköy moderne) avec la tour de Galata (1348) au sommet des murs de la citadelle médiévale génoise qui ont été en grande partie démolis au XIXe siècle pour permettre la croissance urbaine vers le nord.

Galata est l'ancien nom du quartier de Karaköy à Istanbul, situé sur la rive nord de la Corne d'Or. Le quartier est relié au quartier historique et actuel district de Fatih par plusieurs ponts qui traversent la Corne d'Or, notamment le pont de Galata. La citadelle médiévale de Galata est une colonie de la république de Gênes entre 1273 et 1453. La célèbre tour de Galata est construite par les Génois en 1348 au point le plus au nord et le plus haut de la citadelle. Galata est maintenant une banlieue du quartier de Beyoğlu à Istanbul.

## Étymologie

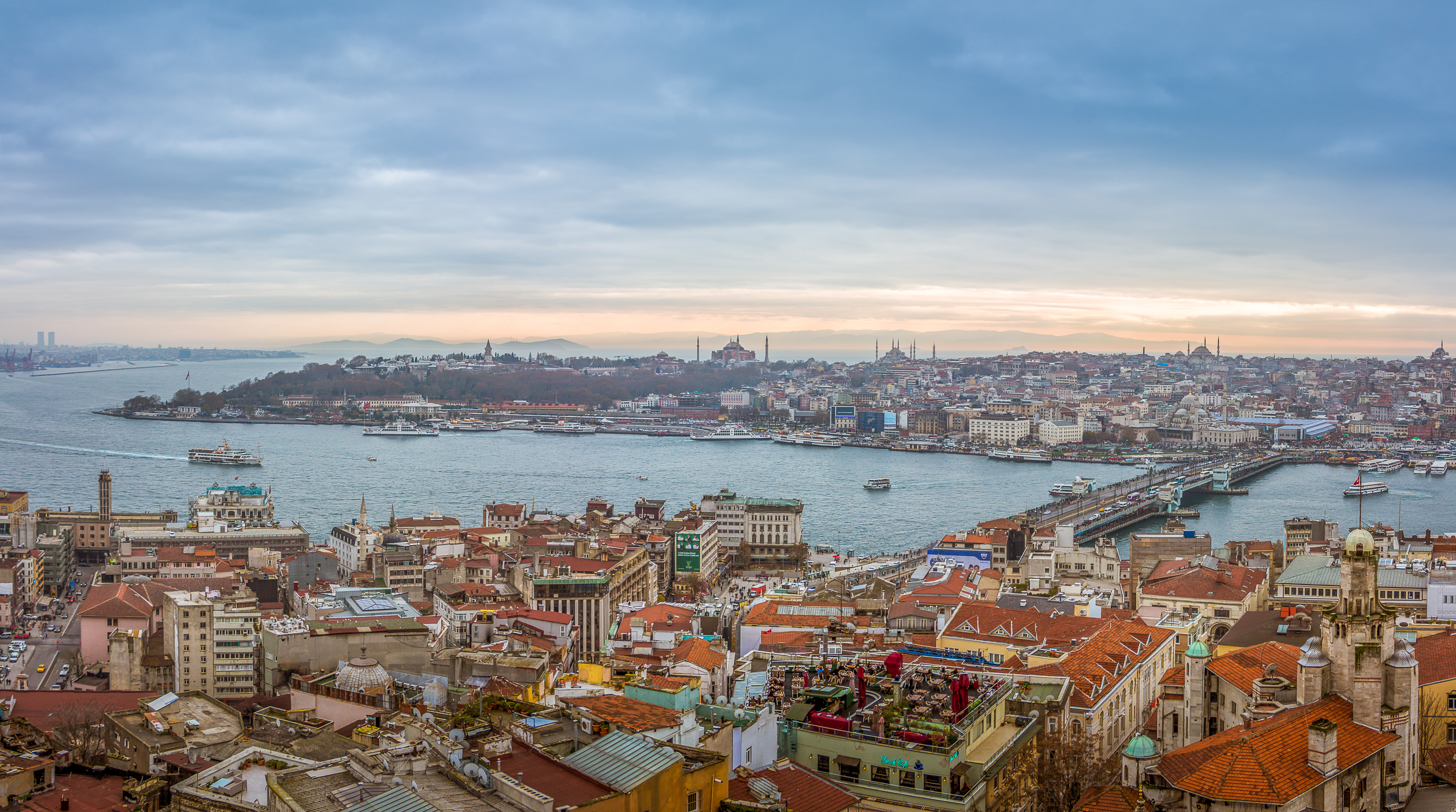
Vue sur la Corne d'Or et la péninsule historique d'Istanbul depuis la tour de Galata.

Il existe plusieurs théories concernant l'origine du nom Galata . Les Grecs pensent que le nom vient soit de Galatai (signifiant « Gaulois »), car la tribu celte des Gaulois (Galates) aurait campé ici pendant la période hellénistique avant de s'installer en Galatie dans le centre de l'Anatolie[réf. nécessaire] ; ou de galatas (qui signifie « laitier »), car la zone est utilisée par les bergers pour le pâturage au début de la période médiévale (byzantine)[réf. nécessaire].
Selon une autre hypothèse, il s'agit d'une variante du mot italien calata, qui signifie « une section des quais des ports destinée à l'amarrage des navires marchands, à l'embarquement ou au débarquement direct de marchandises ou de passagers, à la stockage temporaire de marchandises et d'équipements marins », puisque le quartier fut pendant des siècles une colonie génoise. Le nom Galata a ensuite été donné par la ville de Gênes à son musée naval, Galata - Museo del mare, qui est ouvert en 2004.

## Histoire

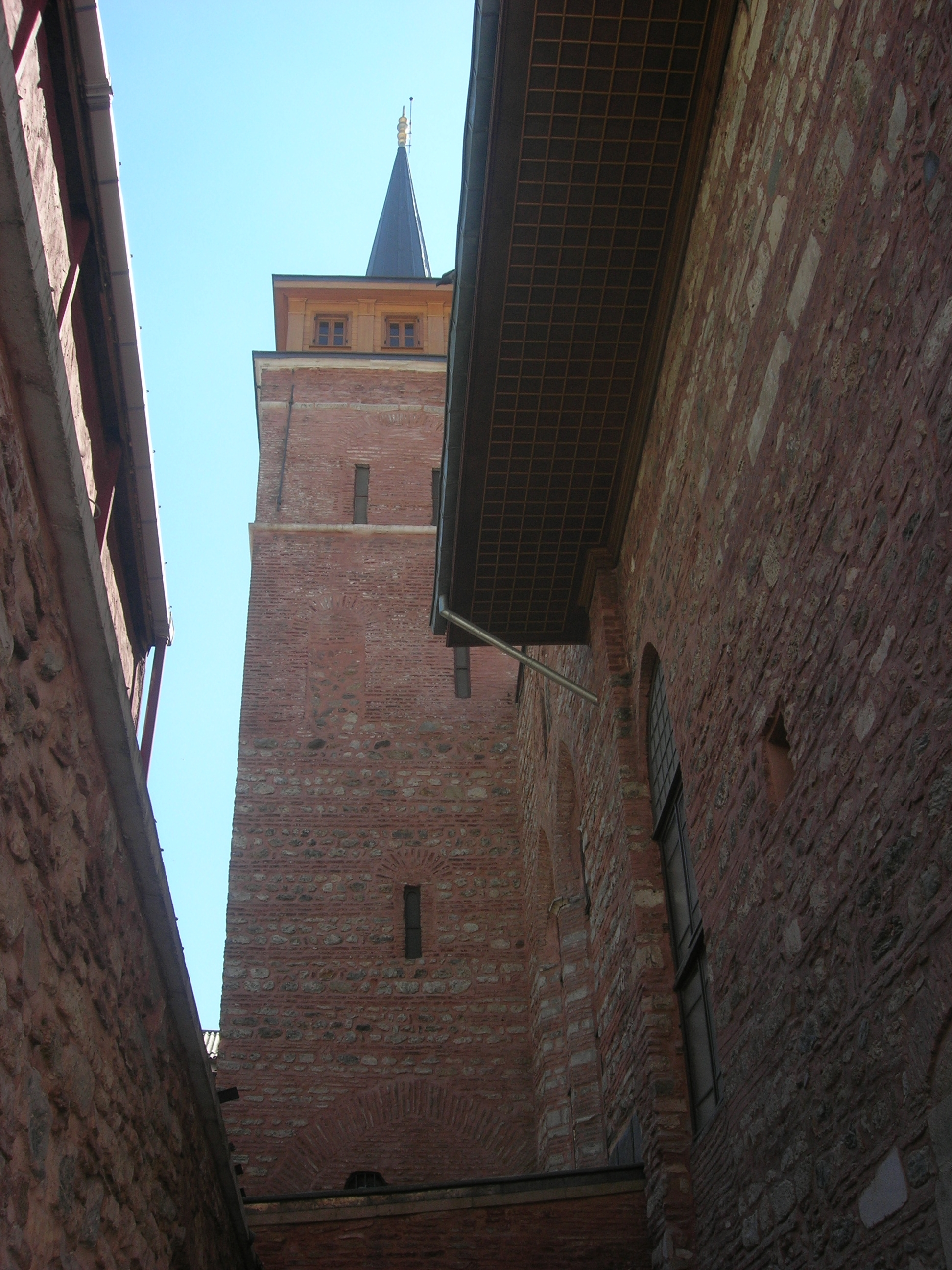
Minaret de la mosquée Arap, à l'origine le beffroi de l'église de San Domenico qui est construit en 1325 par des frères dominicains à Galata.

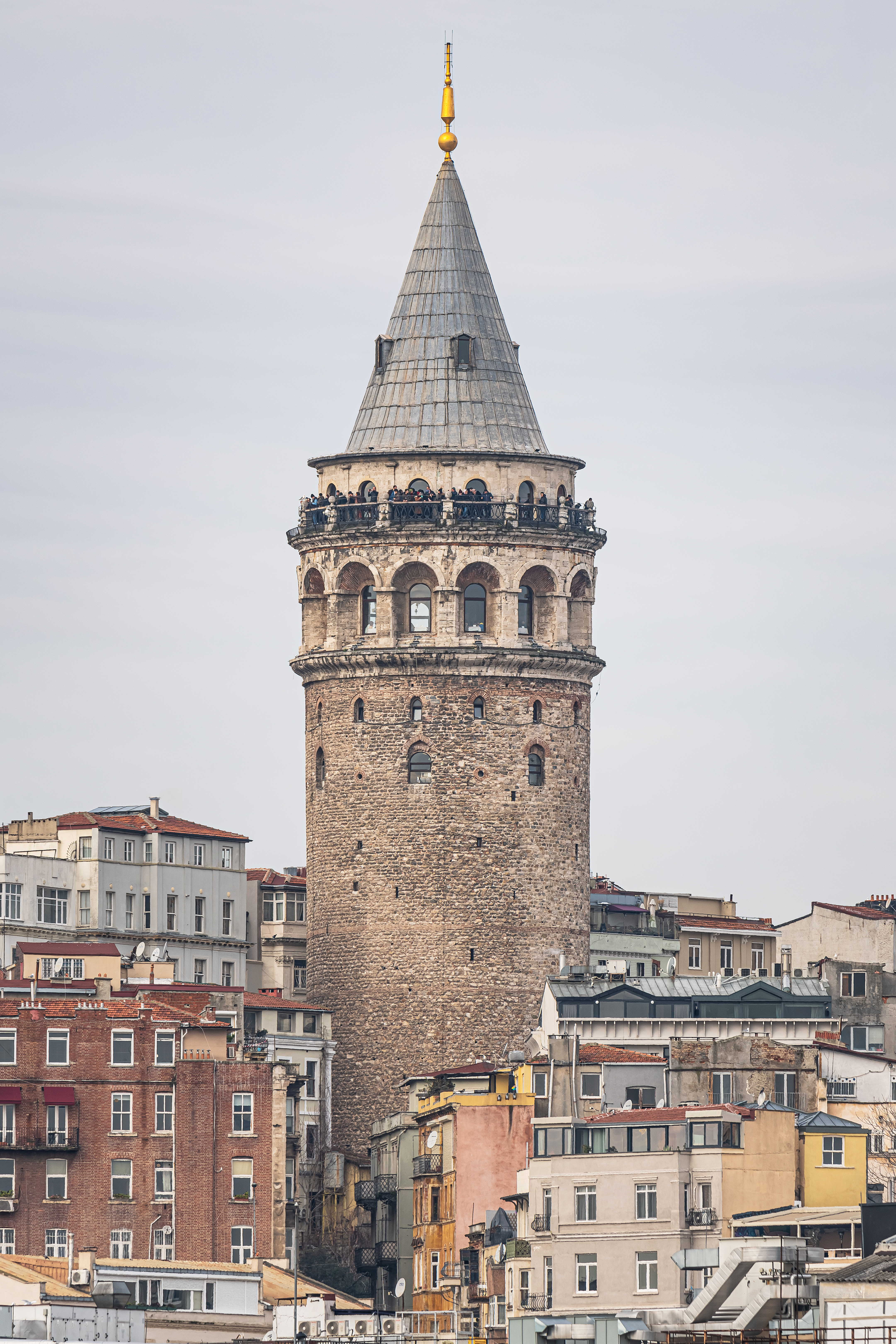
La tour de Galata (Christea Turris) est construite en 1348 au sommet nord de la citadelle génoise.

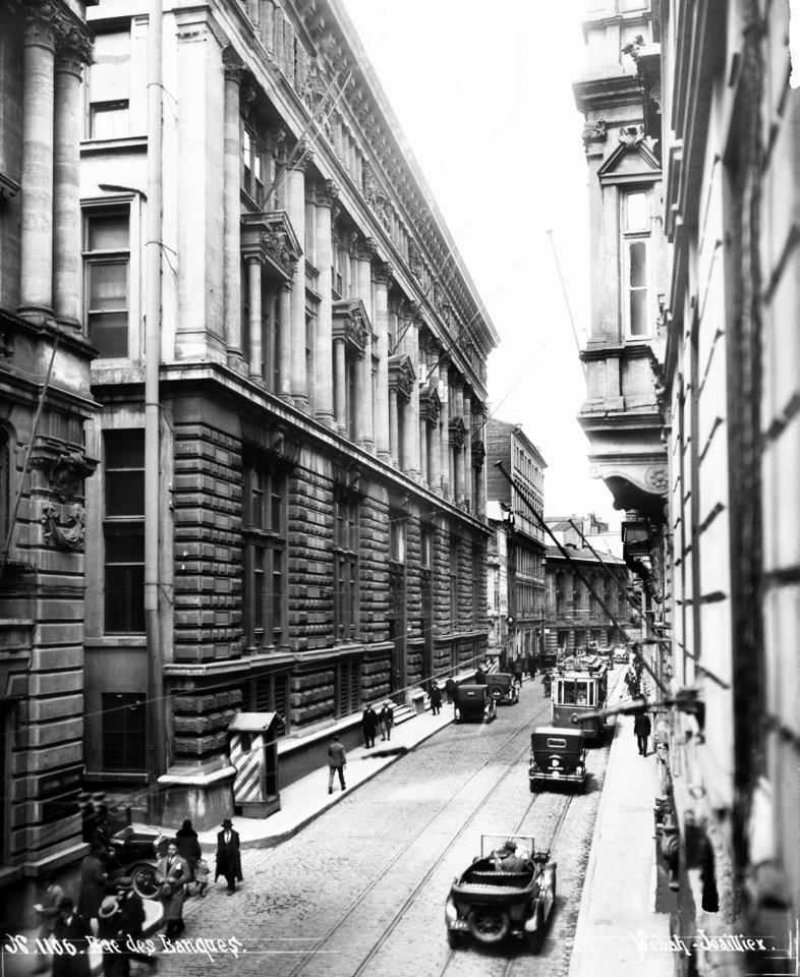
Bankalar Caddesi (Rue des banques) à Galata est le centre financier de l 'Empire ottoman. Le bâtiment de la Banque centrale ottomane (1892) est visible à gauche.

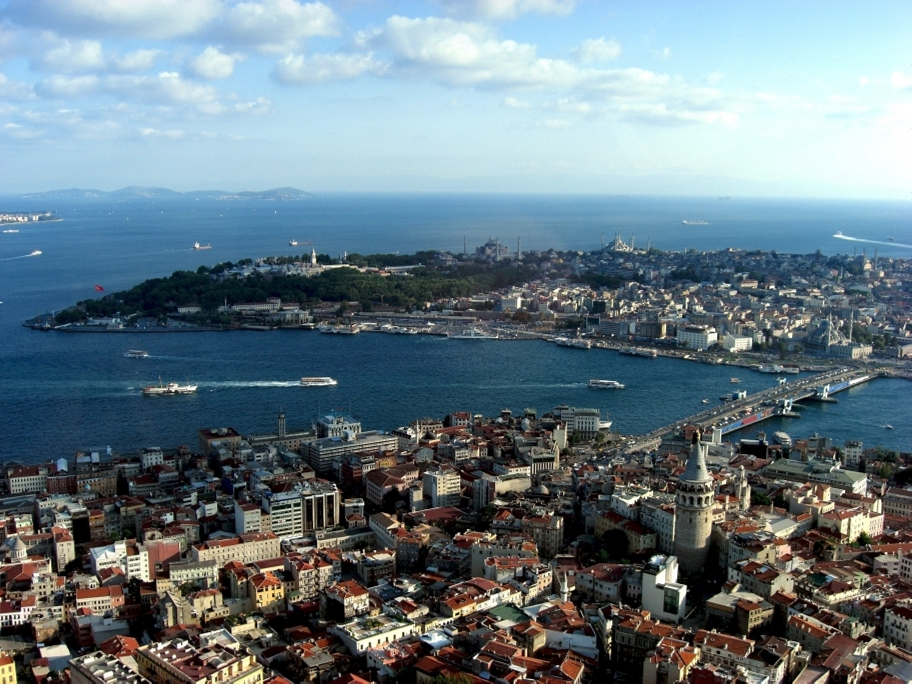
Une vue aérienne de l'entrée de la Corne d'Or, avec Galata au premier plan et la Pointe du Sérail en arrière-plan.

Dans les documents historiques, Galata est souvent appelée Pera, qui vient de l'ancien nom grec du lieu, Peran en Sykais, signifiant littéralement « le champ de figues de l'autre côté ».
Le quartier apparaît pour la première fois dans l'Antiquité tardive sous le nom de Sykai ou Sycae . Au moment où la Notitia Urbis Constantinopolitanae est compilée en vers 425 apr. J.-C., il devient une partie intégrante de la ville en tant que 13e subdivision. Selon la Notitia, il comporte des bains publics et un forum construit par l'empereur Honorius (r. 395-423), un théâtre, une rue à arcades et 435 hôtels particuliers. Il est également probable que la colonie ait été entourée de murs au Ve siècle. Sykai reçoit tous les droits citadins sous Justinien I (r. 527-565), qui l'a renommé Justinianopolis, mais décline plus tard et est probablement abandonné au VIIe siècle. Seule la grande tour, Megalos Pyrgos (le kastellion tou Galatou) qui contrôle l'extrémité nord de la chaîne maritime qui bloque l'entrée de la Corne d'Or subsiste.
Au XIe siècle, le quartier abrite la communauté juive de la ville, qui compte quelque 2 500 personnes. En 1171, une nouvelle colonie génoise dans la région est attaquée et presque détruite. Malgré les affirmations génoises selon lesquelles Venise n'a rien à voir avec l'attaque, l'empereur byzantin Manuel I Comnène (r. 1143-1180) utilise l'attaque contre la colonie comme prétexte pour emprisonner tous les citoyens vénitiens et confisquer tous les biens vénitiens au sein de l'Empire byzantin. Le kastellion et le quartier juif sont saisis et détruits en 1203 par les croisés catholiques lors de la quatrième croisade, peu avant le sac de Constantinople.

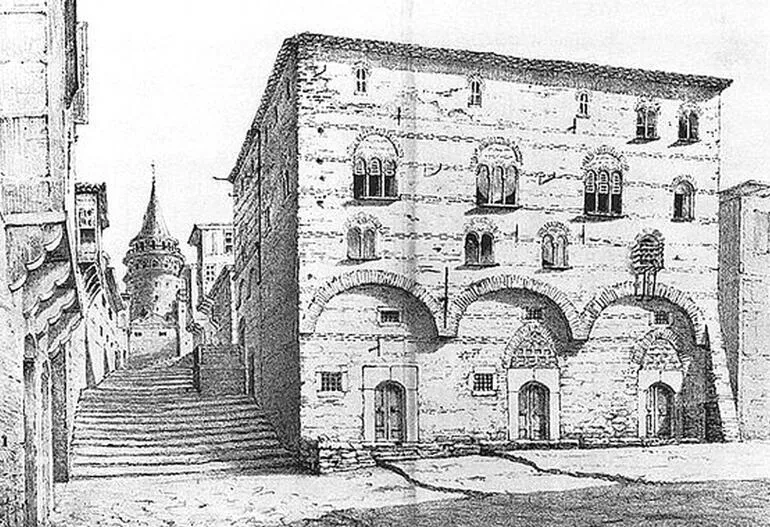
Palais génois (Palazzo del Comune), également connu sous le nom de Palais du Podestat (Podesta Sarayı) à Galata, avec la tour de Galata (1348) à gauche. Il a été construit en 1314 (endommagé par un incendie en 1315 et réparé en 1316) par Montano de Marinis, le podestat de Galata. L'apparence du bâtiment est restée en grande partie inchangée jusqu'aux années 1880, lorsque sa façade avant (sud) sur Bankalar Caddesi (face à la Corne d'Or) est reconstruite avec un style différent et est devenue connue sous le nom d'immeuble de bureaux Bereket Han, tandis que sa façade arrière (nord) sur Kart Çınar Sokak conserve les matériaux et la conception de la structure d'origine, mais doit être restauré.

En 1233, pendant l'Empire latin qui suit (1204-1261), une petite chapelle catholique dédiée à saint Paul fut construite à la place d'une église byzantine du VIe siècle à Galata. Cette chapelle est considérablement agrandie en 1325 par les frères dominicains, qui la rebaptisent Église de San Domenico, mais les résidents locaux continuent à utiliser la dénomination originale de San Paolo. En 1407, le pape Grégoire XII, afin d'assurer l'entretien de l'église, concède des indulgences aux visiteurs du monastère de San Paolo à Galata. Le bâtiment est connu aujourd'hui sous le nom d'Arap Camii (mosquée arabe) car quelques années après sa conversion en mosquée (entre 1475 et 1478) sous le sultan ottoman Mehmed II sous le nom de Galata Camii (mosquée de Galata ; ou alternativement Cami-i Kebir, c'est-à-dire  Grande Mosquée), il est donné par le Sultan Bayezid II aux Maures espagnols qui fuient l'Inquisition espagnole de 1492 et viennent à Istanbul.
En 1261, le quartier est repris par les Byzantins, mais l'empereur Michel VIII Palaiologos (r. 1259-1282) l'accorde aux Génois en 1267 conformément au traité de Nymphée. Les limites précises de la colonie génoise furent stipulées en 1303, et il leur fut interdit de la fortifier. Les Génois n'en tiennent cependant pas compte et, grâce à des agrandissements ultérieurs des murs, agrandi la zone de leur établissement. Ces murs, y compris la tour de Galata du milieu du XIVe siècle (à l'origine Christea Turris, « Tour du Christ », et achevée en 1348) survivent en grande partie intacts jusqu'au XIXe siècle, lorsque la plupart sont démantelés afin de permettre une nouvelle expansion urbaine vers le nord des quartiers de Beyoğlu, Beşiktaş et au-delà. À l'heure actuelle, seule une petite partie des murs génois est encore debout, à proximité de la tour de Galata.
Lorsque Constantinople tombe aux mains de Mehmed II en 1453, le quartier est principalement habité par des catholiques génois et vénitiens, bien qu'il y ait aussi des résidents grecs, arméniens et juifs. Un historien moderne, Halil İnalcık, estime (sur la base d'un recensement de 1455) qu'environ 8% de la population de Galata a fui après la chute de la ville.
Lors du recensement de 1455, il est recensé que les Juifs résident principalement dans le quartier de Fabya et de Samona (qui se trouve à proximité de l'actuel Karaköy). Bien que les Romaniotes de Galata semblent avoir conservé leurs maisons après la conquête, il n'y a pas de foyers juifs enregistrés à Galata en 1472, une situation qui est restée inchangée jusqu'au milieu du XVIe siècle.

Les récits contemporains diffèrent sur le cours des événements qui ont lieu à Galata lors de la conquête ottomane en 1453. Selon certains récits, ceux qui sont restés à Galata se rendent à la flotte ottomane, se prosternant devant le sultan et lui présentent les clés de la citadelle. Ce récit est assez cohérent dans les archives de Michael Ducas et Giovanni Lomellino ; mais selon Laonikos Chalkokondyles, le maire génois a pris la décision de se rendre avant que la flotte n'arrive à Galata et a donné les clés au commandant ottoman Zagan Pacha, et non au sultan, ce qui est plus logique. Un témoin oculaire, Léonard de Chios, décrit la fuite des chrétiens de la ville: 
« Ceux d'entre eux qui n'avaient pas réussi à monter à bord de leurs navires avant que les navires turcs n'atteignent leur côté du port ont été capturés ; les mères ont été violées et leurs enfants abandonnés, ou l'inverse, selon le cas ; et beaucoup ont été submergés par la mer et s'y sont noyés. Des joyaux étaient éparpillés et ils chassaient les uns, les autres sans pitié ».

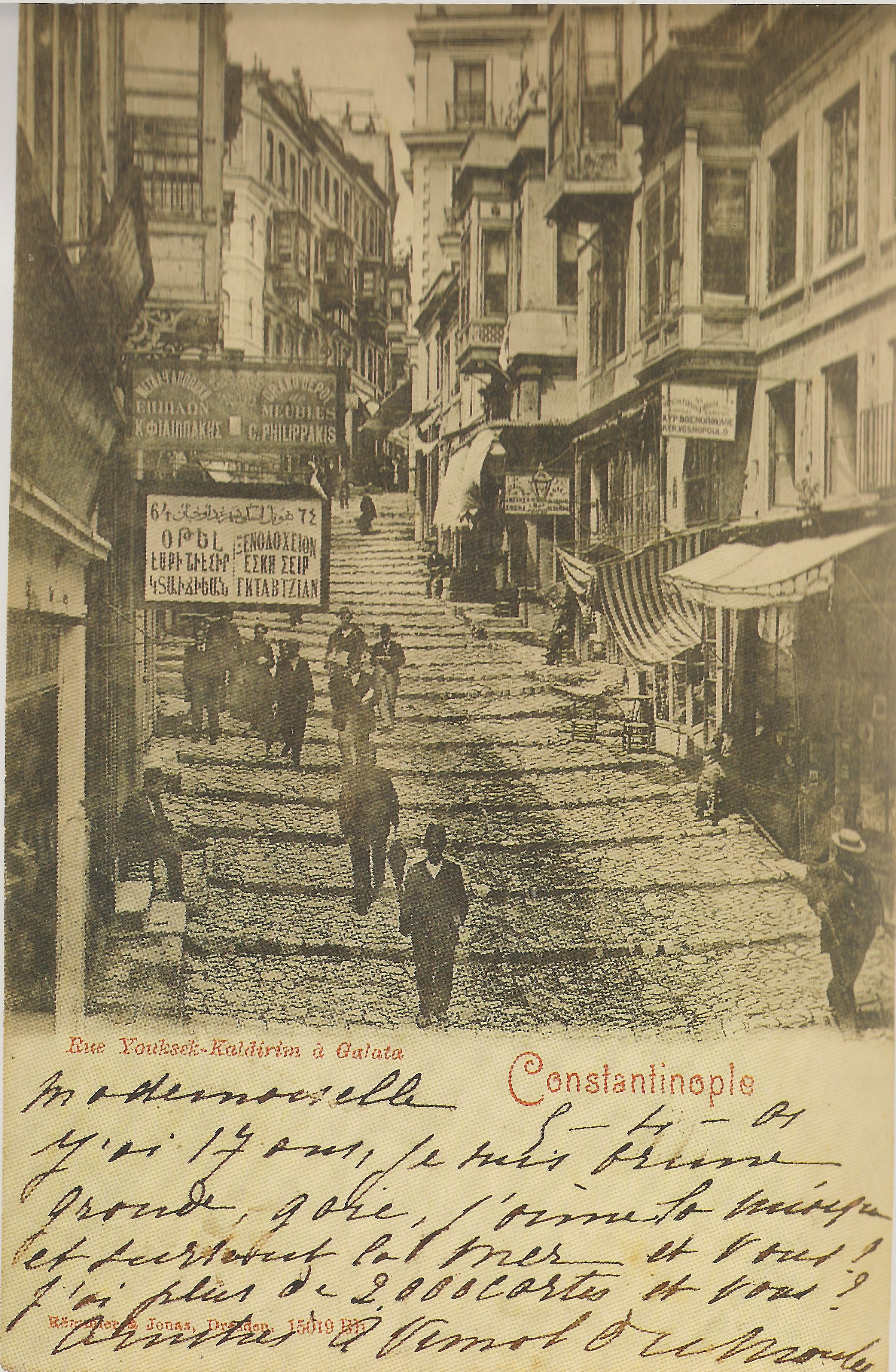
Une carte postale de 1901 représentant Galata, montrant des panneaux en turc ottoman, français, grec et arménien.

Ceux qui ont fui se sont vu confisquer leurs biens ; cependant, selon Ducas et Lomellino, leur propriété était restaurée s'ils revenaient dans les trois mois.

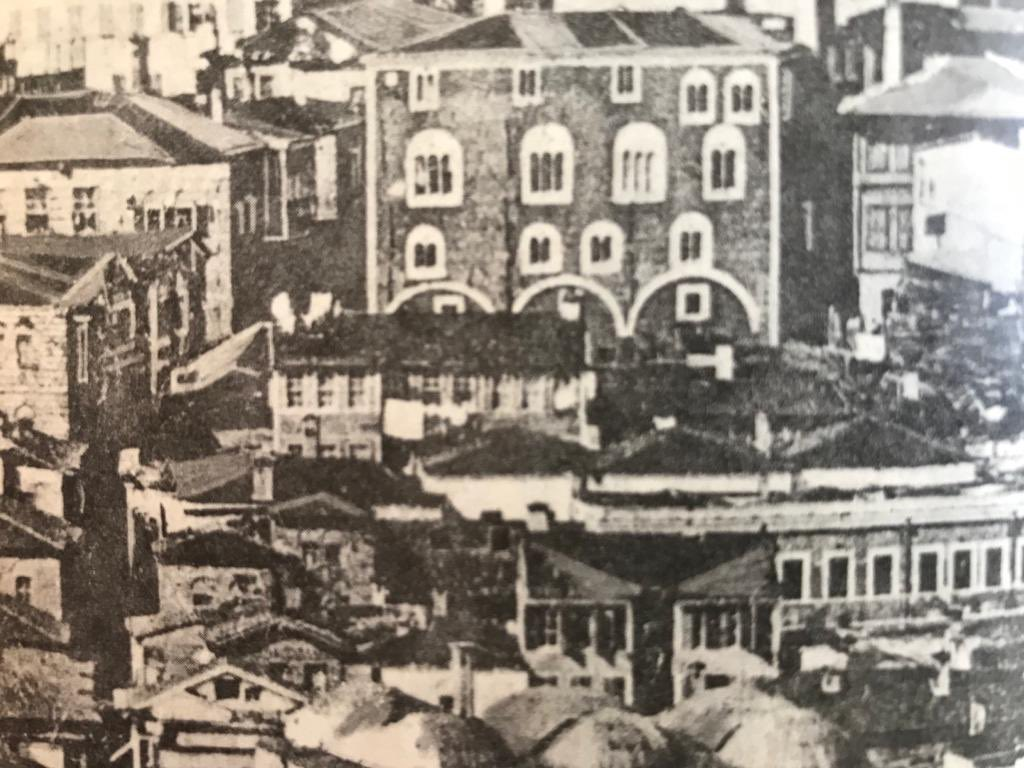
Le palais génois (1316) avant que sa façade avant sur Bankalar Caddesi ne soit reconstruit dans un style différent dans les années 1880 et est devenu connu sous le nom d'immeuble de bureaux Bereket Han.

Avec sa conception inspirée de l'aile du XIIIe siècle du Palazzo San Giorgio à Gênes, le Palais Génois est construit par le Podestà de Galata, Montano de Marinis. Il est connu sous le nom de Palazzo del Comune (Palais de la Municipalité) à l'époque génoise et a été initialement construit en 1314, endommagé par un incendie en 1315 et réparé en 1316. L'apparence du bâtiment reste en grande partie inchangée jusqu'en 1880, lorsque sa façade avant (sud) sur Bankalar Caddesi (face à la Corne d'Or), ainsi qu'environ les deux tiers du bâtiment, sont démolis pour la construction de la ligne de tramway de la rue,. La façade avant est ensuite reconstruite dans les années 1880 avec un style différent et devient un immeuble de bureaux de 5 étages nommé Bereket Han, tandis que sa façade arrière (nord) sur Kart Çınar Sokak (et le tiers restant de le bâtiment du palais), conserve les matériaux et la conception de la structure d'origine, mais doit être restauré,,,. Bankalar Caddesi a des rangées de bâtiments bancaires de l'époque ottomane, y compris le siège de la Banque centrale ottomane, qui est aujourd'hui le musée de la Banque ottomane. Plusieurs ornements qui se trouvent à l'origine sur la façade du palais génois sont utilisés pour embellir ces bâtiments bancaires du XIXe siècle à la fin de la période ottomane.
Galata et Pera à la fin du XIXe siècle et au début du XXe siècle font partie de la municipalité du sixième cercle, établi en vertu des lois du 11 Jumada al-Thani (Djem. II) et 24 Shawwal (Chev.) 1274, en 1858 ; l'organisation de la ville centrale dans les murs de la ville, « Stamboul » (turc : İstanbul), n'est pas concernée par ces lois. Tout Constantinople est dans la préfecture de la ville de Constantinople.

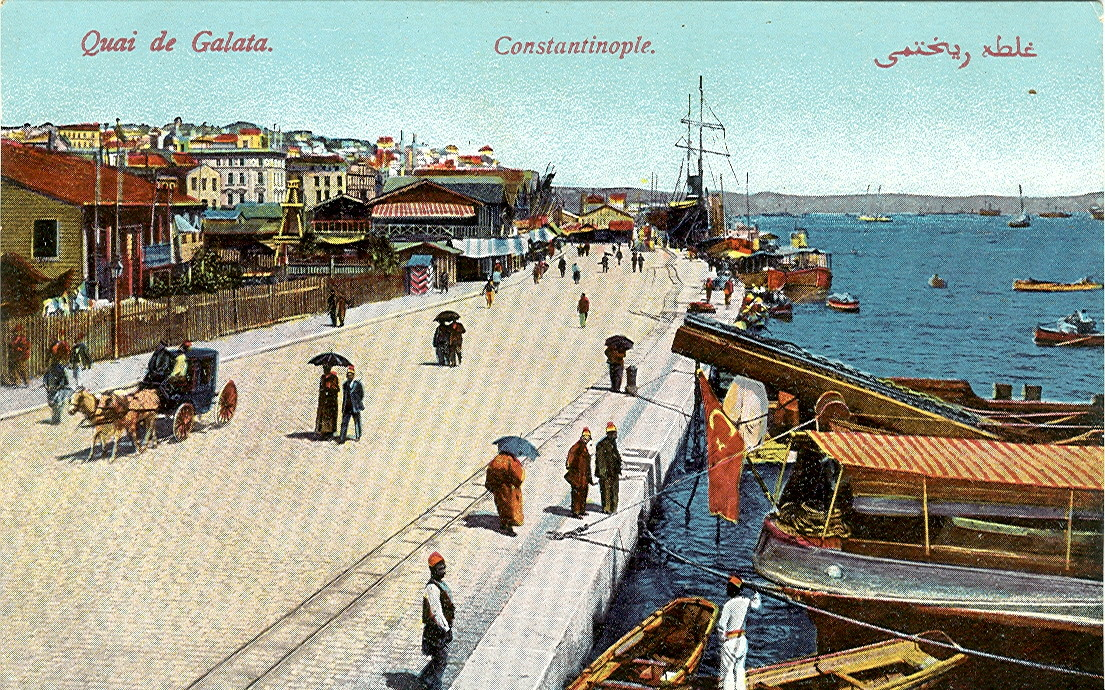
Quai de Galata.

Les marches de Camondo, un célèbre escalier piétonnier conçu avec un mélange unique de styles néo-baroque et du début de l'Art nouveau, et construit vers 1870-1880 par le célèbre banquier juif vénitien ottoman Abraham Salomon Camondo, sont également situés sur Bankalar Caddesi. Le manoir balnéaire de la famille Camondo, populairement connu sous le nom de Palais Camondo (Kamondo Sarayı), est construit entre 1865 et 1869 et conçu par l'architecte Sarkis Balyan,. Il est situé sur la rive nord de la Corne d'Or, dans le quartier voisin de Kasımpaşa à l'ouest de Galata. Il devient plus tard le siège du ministère de la Marine (Bahriye Nezareti), à la fin de la période ottomane, et est actuellement utilisé par la marine turque comme siège du commandement de la zone maritime du Nord (Kuzey Deniz Saha Komutanlığı),,. La famille Camondo construit également deux immeubles d'appartements historiques à Galata, tous deux nommés Kamondo Apartmanı : le plus ancien est situé dans la rue Serdar-ı Ekrem près de la tour de Galata et a été construit entre 1861 et 1868 ;  tandis que le plus récent est situé au coin entre la rue Felek et la rue Hacı Ali et a été construit en 1881.

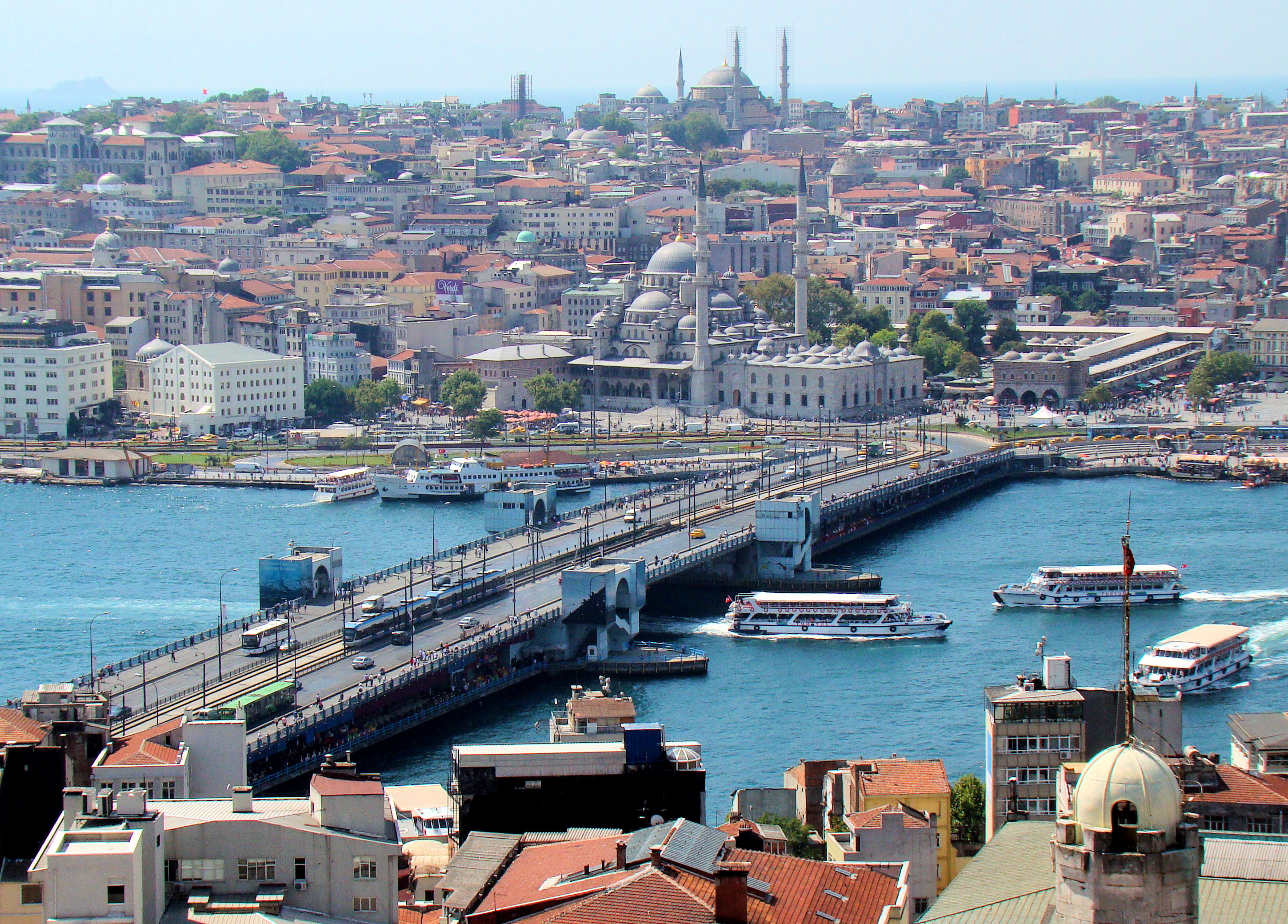
Pont de Galata sur la Corne d'Or, vu de la tour de Galata.

Galatasaray, l'un des clubs de football les plus célèbres de Turquie, tire son nom de ce quartier et est créé en 1905 sur la place voisine de Galatasaray à Pera (aujourd'hui Beyoğlu ), où le lycée Galatasaray, anciennement connu sous le nom de Mekteb-i Sultani, se tient également. Galatasaray signifie littéralement Palais de Galata.
Au début du XXe siècle, Galata abrite des ambassades de pays européens et d'importants groupes minoritaires chrétiens. À l'époque, la signalisation dans les commerces est multilingue. Matthew Ghazarian a décrit Galata au début du XXe siècle comme « un bastion de la diversité » qui est « le Brooklyn de la vieille ville de Manhattan ».

## Médias
À l'époque ottomane, de nombreux journaux en langues minoritaires non musulmanes et étrangères sont produits à Galata, avec une production le jour et une distribution la nuit. Les autorités ottomanes n'autorisent pas la production des journaux basés à Galata la nuit.

## Bâtiments remarquables à Galata
- Palais génois (1316)
- Mosquée Arap (église de San Domenico) (1325)
- Tour de Galata (1348)
- Église Saint-Benoit (1427)
- Synagogue Zülfaris (1823)
- Église Saint-Grégoire-l'Illuminateur de Galata.
- Église des Saints Pierre et Paul (1843)
- Escaliers Camondo (1880)
- Lycée autrichien St.George (1882)
- Synagogue ashkénaze (1900)
- Synagogue italienne (1931)
- Synagogue Neve Shalom (1951)

## Indigènes et résidents notables de Galata
- Abraham Salomon Camondo
- Constantin Samuel Rafinesque
- Seydi Ali Reis